# کره شمالی در المپیک
کشور کره شمالی در بازی‌های المپیک توانسته ۴۷ مدال در بازی‌های المپیک تابستانی و ۲ مدال در بازی‌های المپیک زمستانی کسب کند.
با توجه به اقتصاد ضعیف کره شمالی، عملکرد آن در المپیک خیره‌کننده است. در سال ۲۰۱۶، از لحاظ تعداد مدال در مقایسه با جی دی پی سرانهٔ آن تعداد قابل توجهی بوده‌است.

## جدول مدال‌ها
| بازی ها | طلا          | نقره      | برنز      |           |
| ۱۹۷۲    | ۱            | ۱         | ۳         | ۵         |
| ۱۹۷۶    | ۱            | ۱         | ۰         | ۲         |
| ۱۹۸۰    | ۰            | ۳         | ۲         | ۵         |
| ۱۹۸۴    | تحریم کرد    | تحریم کرد | تحریم کرد | تحریم کرد |
| ۱۹۸۸    | تحریم کرد    | تحریم کرد | تحریم کرد | تحریم کرد |
| ۱۹۹۲    | ۴            | ۰         | ۵         | ۹         |
| ۱۹۹۶    | ۲            | ۱         | ۲         | ۵         |
| ۲۰۰۰    | ۰            | ۱         | ۳         | ۴         |
| ۲۰۰۴    | ۰            | ۴         | ۱         | ۵         |
| ۲۰۰۸    | ۲            | ۱         | ۳         | ۶         |
| ۲۰۱۲    | ۴            | ۰         | ۲         | ۶         |
| ۲۰۱۶    | ۲            | ۳         | ۲         | ۷         |
| ۲۰۲۰    | بازی‌های بعدی |           |           |           |
| کل      | ۱۶           | ۱۵        | ۲۳        | ۵۴        |

| بازی ها | طلا                 | نقره                | برنز                |                     |
| ۱۹۶۴    | ۰                   | ۱                   | ۰                   | ۱                   |
| ۱۹۶۸    | did not participate | did not participate | did not participate | did not participate |
| ۱۹۷۲    | ۰                   | ۰                   | ۰                   | ۰                   |
| ۱۹۷۶    | شرکت نکرد           | شرکت نکرد           | شرکت نکرد           | شرکت نکرد           |
| ۱۹۸۰    | شرکت نکرد           | شرکت نکرد           | شرکت نکرد           | شرکت نکرد           |
| ۱۹۸۴    | ۰                   | ۰                   | ۰                   | ۰                   |
| ۱۹۸۸    | ۰                   | ۰                   | ۰                   | ۰                   |
| ۱۹۹۲    | ۰                   | ۰                   | ۱                   | ۱                   |
| ۱۹۹۴    | did not participate | did not participate | did not participate | did not participate |
| ۱۹۹۸    | ۰                   | ۰                   | ۰                   | ۰                   |
| ۲۰۰۲    | شرکت نکرد           | شرکت نکرد           | شرکت نکرد           | شرکت نکرد           |
| ۲۰۰۶    | ۰                   | ۰                   | ۰                   | ۰                   |
| ۲۰۱۰    | ۰                   | ۰                   | ۰                   | ۰                   |
| ۲۰۱۴    | شرکت نکرد           | شرکت نکرد           | شرکت نکرد           | شرکت نکرد           |
| کل      | ۰                   | ۱                   | ۱                   | ۲                   |

| ورزش          | طلا | نقره | برنز |    |
| Weightlifting | ۵   | ۷    | ۵    | ۱۷ |
| Wrestling     | ۳   | ۲    | ۵    | ۱۰ |
| Boxing        | ۲   | ۳    | ۳    | ۸  |
| Judo          | ۲   | ۲    | ۴    | ۸  |
| Gymnastics    | ۳   | ۰    | ۰    | ۳  |
| Shooting      | ۱   | ۰    | ۲    | ۳  |
| Table tennis  | ۰   | ۱    | ۳    | ۴  |
| Volleyball    | ۰   | ۰    | ۱    | ۱  |
| کل            | ۱۶  | ۱۵   | ۲۳   | ۵۴ |

| ورزش                      | طلا | نقره | برنز |   |
| Speed skating             | ۰   | ۱    | ۰    | ۱ |
| Short track speed skating | ۰   | ۰    | ۱    | ۱ |
| کل                        | ۰   | ۱    | ۱    | ۲ |